# JaVale McGee
JaVale Lindy McGee, född 19 januari 1988 i Flint i Michigan, är en amerikansk basketspelare. Han spelar som center för Dallas Mavericks.

## Lag
- Washington Wizards (2008–2012)
- Denver Nuggets (2012–2015)
- Philadelphia 76ers (2015)
- Dallas Mavericks (2015–2016)
- Golden State Warriors (2016–2018)
- Los Angeles Lakers (2018–2020)
- Cleveland Cavaliers (2020–2021)
- Denver Nuggets (2021)
- Phoenix Suns (2021–2022)
- Dallas Mavericks (2022–2023)
- Sacramento Kings (2023–)